# Religioso (Cristianismo Ocidental)
Um religioso (usando a palavra como substantivo) é, na terminologia de muitas denominações cristãs ocidentais(como a Igreja Católica, as Igrejas Luteranas e a Comunhão Anglicana) o que na linguagem comum alguém chamaria de "monge" ou "freira".
De forma mais precisa, um religioso é um membro de uma ordem religiosa ou instituto religioso, alguém que pertence a "uma sociedade na qual os membros [...] pronunciam votos públicos [...] e levam uma vida de irmãos ou irmãs em comum". Um religioso também pode ser ordenado ao clero, mas a ordenação por si só não define alguém como religioso.
Certas classes de religiosos também foram referidas, embora menos comumente agora do que no passado, como "regulares", por viverem de acordo com uma regra religiosa (regula em latim), como a Regra de São Bento.

## Catolicismo

### Definição do Direito Canônico católico
Os religiosos são membros de institutos religiosos, sociedades nas quais os membros fazem votos públicos e vivem uma vida fraterna em comum. Assim, monges como beneditinos e cartuxos, freiras como carmelitas e clarissas, e frades como dominicanos e franciscanos são chamados de religiosos.

### Clerical ou leigo
Se um religioso foi ordenado diácono, sacerdote ou bispo, ele também pertence ao clero e, portanto, é membro do chamado "clero religioso" ou "clero regular". O clero que não é membro de um instituto religioso é conhecido como clero secular. Eles servem geralmente a uma diocese geograficamente definida ou a uma jurisdição semelhante a uma diocese, como um vicariato apostólico ou um ordinariato pessoal, e, por isso, também são chamados de clero diocesano.
Um religioso que não foi ordenado é membro do laicato (um leigo), não do clero. Contudo, uma vez que qualquer religioso não ordenado professe votos, especialmente votos finais, ele deve ser formalmente dispensado desses votos para deixar seu estado religioso. Esse processo é longo e formal, com procedimentos definidos que envolvem o seu superior local, o bispo local ou outro ordinário, o chefe da Ordem e a Congregação para os Institutos de Vida Consagrada e as Sociedades de Vida Apostólica do Vaticano. Se forem ordenados, eles também devem ser formalmente suspensos e depois dispensados de suas funções antes de serem laicizados (formalmente removidos do estado clerical), um processo relacionado, mas distinto. Tanto a laicização quanto a dispensa de votos só são realizadas por motivos muito sérios, exceto possivelmente quando se pretende casar após a saída. O processo é ainda mais complexo se forem acusados de uma ofensa ou crime, seja secular ou eclesiástico (alguns procedimentos podem ser acelerados em certos casos criminais, como aqueles envolvendo abuso sexual). Portanto, o estado de um religioso não ordenado não é o mesmo que o de um leigo solteiro que não é religioso.
Embora o estado de vida consagrada não seja nem clerical, nem laico, os próprios institutos são classificados como um ou outro. Um instituto clerical é aquele que, “em razão da finalidade ou desígnio pretendido pelo fundador ou em virtude de tradição legítima, está sob a direção de clérigos, assume o exercício de ordens sagradas e é reconhecido como tal pela autoridade da Igreja”. Nos institutos clericais, como a Ordem Dominicana ou os Jesuítas, a maioria dos membros são clérigos. Apenas em alguns casos os institutos leigos têm algum clero entre os seus membros.

### Direito Canônico Católico
O Código de Direito Canônico de 1983 dedica aos religiosos 103 cânones organizados em oito capítulos:
1. Casas religiosas e sua construção e supressão
2. A governança dos institutos
3. A admissão de candidatos e a formação de membros
4. As obrigações e direitos dos institutos e dos seus membros
5. O apostolado dos institutos
6. Separação de membros do instituto
7. Religiosos elevados ao episcopado
8. Conferências de superiores maiores[5]

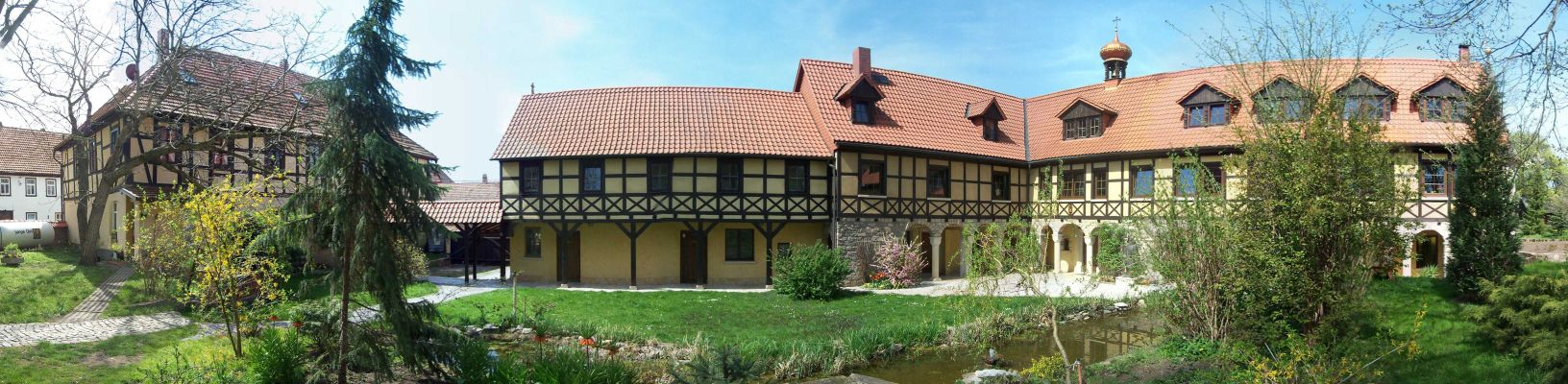
O Priorado de São Wigbert é um mosteiro luterano de tradição beneditina

Nas Igrejas Luteranas, religiosos são definidos como aqueles que fazem votos religiosos perante o seu bispo para viver a vida consagrada, especialmente numa ordem religiosa . Um padre ordenado que não faz parte de uma ordem religiosa luterana é considerado 'secular', em vez de 'religioso'.
Na Comunhão Anglicana, os religiosos são aqueles que fizeram “votos de pobreza, castidade e obediência, geralmente em comunidade”.